# Landol
Landol (en serbe cyrillique : Ландол) est une localité de Serbie située sur le territoire de la Ville de Smederevo, district de Podunavlje. Au recensement de 2011, elle comptait 1 084 habitants.
Landol est officiellement classé parmi les villages de Serbie.

## Démographie

### Évolution historique de la population
| 1948  | 1953  | 1961  | 1971 | 1981  | 1991 | 2002  | 2011  |
| ----- | ----- | ----- | ---- | ----- | ---- | ----- | ----- |
| 1 163 | 1 224 | 1 185 | 972  | 1 006 | 954  | 1 068 | 1 084 |

|  |